# Secretaría de Estrategia y Asuntos Militares
La Secretaría de Estrategia y Asuntos Militares es una secretaría de estado de la Argentina dependiente del Poder Ejecutivo Nacional a través del Ministerio de Defensa.
Su actual titular es el coronel Marcelo Rozas Garay, oficializado en ese cargo el 8 de enero de 2025.

## Historia
Previo a crearse esta secretaría, existía la «Secretaría de Asuntos Militares», creada en 1999.
La «Secretaría de Estrategia y Asuntos Militares» existe desde el año 2010.
En enero de 2016 fue constituida por las Subsecretarías de Planeamiento Estratégico y Política Militar; de Formación; y de Asuntos Internacionales para la Defensa.
En diciembre de 2019 la Secretaría pasó a estar constituida por la Subsecretarías de Planeamiento Estratégico y Política Militar; y de Ciberdefensa.

## Titulares
- Esteban Montenegro (hasta el 19 de enero de 2010)[3]
- Gustavo Sibilla (19 de enero de 2010-[3] 15 de diciembre de 2010)[6]
- Alfredo Forti (hasta el 10 de diciembre de 2011)[7]
- Oscar Cuattromo (hasta el 31 de mayo de 2013)[8]
- Jorge Raúl Fernando Fernández (hasta el 9 de noviembre de 2015)[9]
- Ángel Pablo Tello (10 de diciembre de 2015-18 de julio de 2017)[10]
- Horacio Aldo Chighizola (18 de julio de 2017-22 de febrero de 2019)[11]
- Iris Di Chiaro (23 de febrero-10 de diciembre de 2019)
- Sergio Aníbal Rossi (10 de diciembre de 2019-11 de diciembre de 2023)[12]
- Claudio Pasqualini (11 de diciembre de 2023-16 de diciembre de 2024)
- Marcelo Rozas Garay (desde el 8 de enero de 2025)